# Alessandra Macinghi

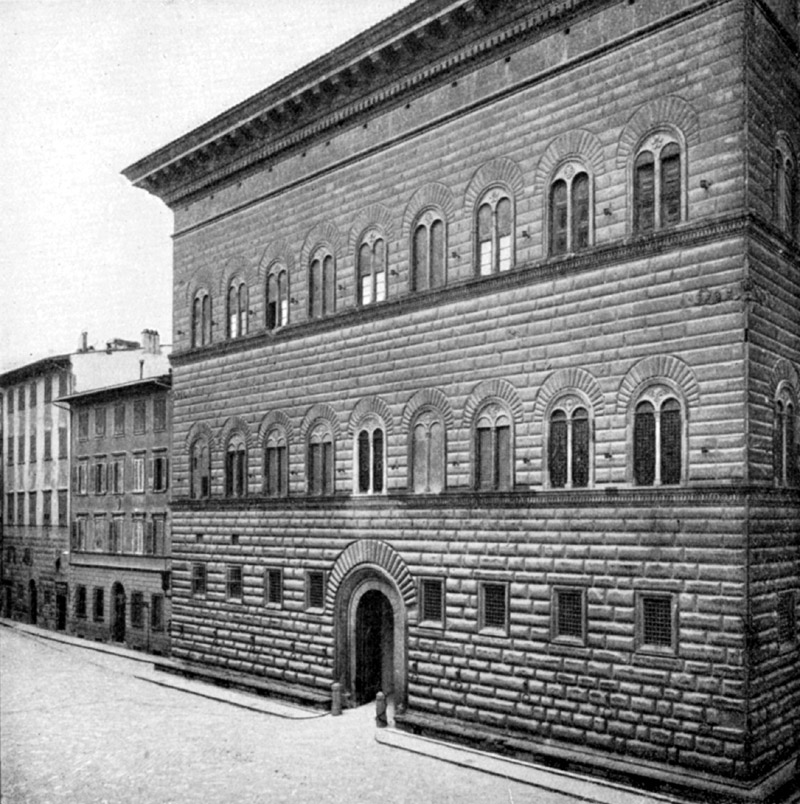
Palazzo Strozzi 2

Alessandra Macinghi (Florence, 1407 - Florence, 1471) est une Florentine qui a été mariée à un membre de la famille Strozzi, l'une des plus influentes familles marchandes et diplomatiques de la capitale toscane.

## Biographie
Ayant perdu ses parents, Filippo di Niccolò Macigni et Caterina di Alberto Alberti, alors qu'elle n'avait que 14 ans, Alessandra fut mariée à Matteo di Simone Strozzi (1397-1435), dont elle eut neuf enfants.
En 1434, avec l'arrivée au pouvoir à Florence de la famille Médicis, Matteo, membre de l'opposition, dut s'exiler. Bien qu'elle ne soit pas légalement tenue de le faire, Alessandra Macinghi suivit son mari dans son exil, où ils s'installèrent à Pesaro, sur la mer Adriatique. Après une année passée en exil, Matteo et trois de ses enfants moururent de la peste. Alessandra retourna à Florence avec ses enfants survivants, où elle fut aidée par sa belle-famille.
Certains de ses cousins par alliance créèrent une banque d'affaires, avec des bureaux à Naples, Bruges et Barcelone, et il fut convenu de prendre les deux garçons les plus âgés pour un emploi dans ces agences étrangères. En 1447, Filippo, âgé de 19 ans, et son frère Lorenzo âgé de 15 ans, établirent des correspondances avec leur mère restée à Florence.
Plusieurs douzaines de ces lettres ont été publiées en 1877 par l'écrivain Cesare Guasti dans lesquelles est décrite la vie domestique dans l'Italie du XVe siècle, principalement des éléments féminins.